# Nokturnal Mortum
Nokturnal Mortum je folk-black metal-sastav iz Ukrajine. Tekstovi njihovih pjesama govore o prirodi, slavenskom paganizmu, ukrajinskom folkloru, a kasnije i o nacionalsocializmu. 

## Biografija
Sastav je započeo pod imenomSuppuration godine 1991.,ali nedugo zatim sastav mijenja orijentaciju s Death metala na Black metal, nakon toga mijenja ime u Crystaline Darkness,a do konačnog imena Nokturnal Mortum došlo je 1994. kada se sastav konačno okupio u cjelini. Nagli proboj na tržište započeo je 1997. godine prvim LP albumom Goat Horns. U početnim godinama sastav je izdao još tri demoalbuma, od kojih je Lunar Poentry iz 1996. bio najuspješniji,snima obradu Burzumove pjesme My Journey To The Stars koja izlazi na tribute albumu Visions - A Tribute to Burzum. 
Godine 1998. sastav izdaje To the Gates of Blasphemous Fire. 2000. godine sastav izdaje album Nechrist koji je prvi njihov album na njemačkom record labelu Nuclear Blast.Godinu dana kasnije 2001. Najuspješniji demoalbum Lunar Poentry neznatno izmijenjen i nadopunjen re-izdan je kao LP album. Na sljedeći album Nokturnal Mortuma se čekalo 4 godine, izašao je 2005. pod nazivom Weltanschauung. Zadnji album izašao je 2009. godine s naslovom The Voice Of Steel, a u njemu se posebno ističe domoljubna pjesma s naslovom Ukrajina.

## Sastav

### Sadašnja postava
- Knjaz Varggoth - vokal, gitara
- Saturious - klavijature
- Vrolok - bas
- Wortherax - gitara
- Odalv - bubnjevi

### Bivši članovi
- Sataroth - klavijature
- Karpath - gitara
- Munruthel - bubnjevi
- Alzeth - gitara
- Xaarquath - bas
- Istukan - bas
- Wortherax - klavijature
- Khaoth - bubnjevi
- Odalv - gitara

## Diskografija

### Demo
| Godina izlaska | Naziv                            |
| 1995.          | Twilightfall                     |
| 1995.          | Black Clouds Over Slavonic Lands |
| 1996.          | Lunar Poetry                     |

### Albumi
| Omot albuma | Godina izlaska | Naziv                            | Izdavač                          |
|             | 1997.          | Goat Horns                       | The End Records/Nuclear Blast    |
|             | 1998.          | To The Gates Of Blasphemous Fire | The End Records/Nuclear Blast    |
|             | 2000.          | Nechrist                         | The End Records                  |
|             | 2001.          | Lunar Poentry                    | The End Records                  |
|             | 2005.          | Weltanschauung                   | No Colours Records, Oriana Music |
|             | 2009.          | The Voice Of Steel               | Oriana Music                     |

### EP-ovi
| Godina izlaska | Naziv                      |
| 1997.          | Return Of The Vampire Lord |
| 1997.          | Marble Moon                |
| 2003.          | The Taste Of Victory       |

### Kompilacije
| Godina izlaska | Naziv                                                                  |
| 2002.          | Eleven Years Among The Sheep                                           |
| 2005.          | Mirovozzrenie (verzija Weltanschauunga na ruskom i ukrajinskom jeziku) |

## Vanjske poveznice
- MySpace stranica
- Nokturnal Mortum na Encyclopaedia Metallum